# 沼津港大型展望水門 View-O
沼津港大型展望水門 View-O（日语：沼津港大型展望水門びゅうお），座落於日本靜岡縣沼津市，是為了避免東海大地震造成的海嘯影響到沼津港而興建的海港水門。平時作為觀光瞭望台，海嘯時具有公眾避難設施的用途。

## 介紹
水門建置於沼津港港內朝港外，閘門重406噸、寬40公尺、高9.3公尺 。當地震儀偵測到強度大於250伽的力量、地震強度為5或更高層級時會開始自動關閉，並在五分鐘內完全關閉。
兩側各有一座可搭乘13人的電梯，可以將旅客引導至展望台的走廊。緊急逃生梯位於外面但不對外公開使用。 
1996年（平成8年）開始著手進行調查和設計，歷時九年工程期間、造價43億日元。2004年9月26日開始正式營運。
「View-O」這個名字，是由有著風景、觀賞意思的「View」，以及魚的「Uo」（うお）兩個詞組合而成 。建造完成至今，一年約有14萬名民眾前來參觀。

## 瞭望台
瞭望台走廊離地面高約30公尺，走廊的兩側為水門機械控制室。水門兩岸之間由寬4公尺、長約30公尺的聯絡橋連接著，可以360度的看到四周的景象。由北到西可以看到愛鷹山、富士山、箱根山、沼津Arupusu，南側為達磨山，西側則可以看到駿河灣的日落。入場費為成人100元日幣、幼童50元日幣（2019年）。

## 相簿

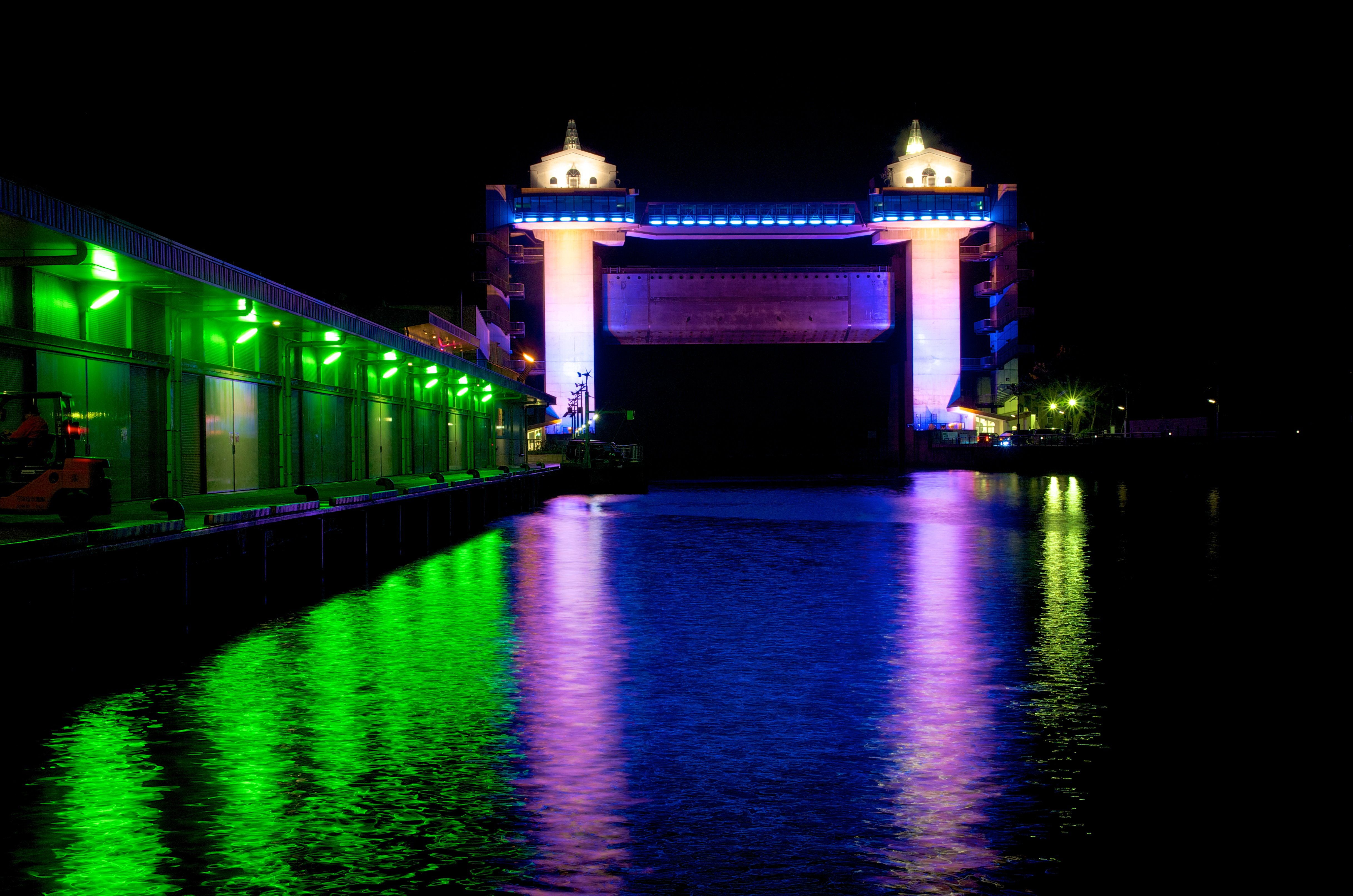
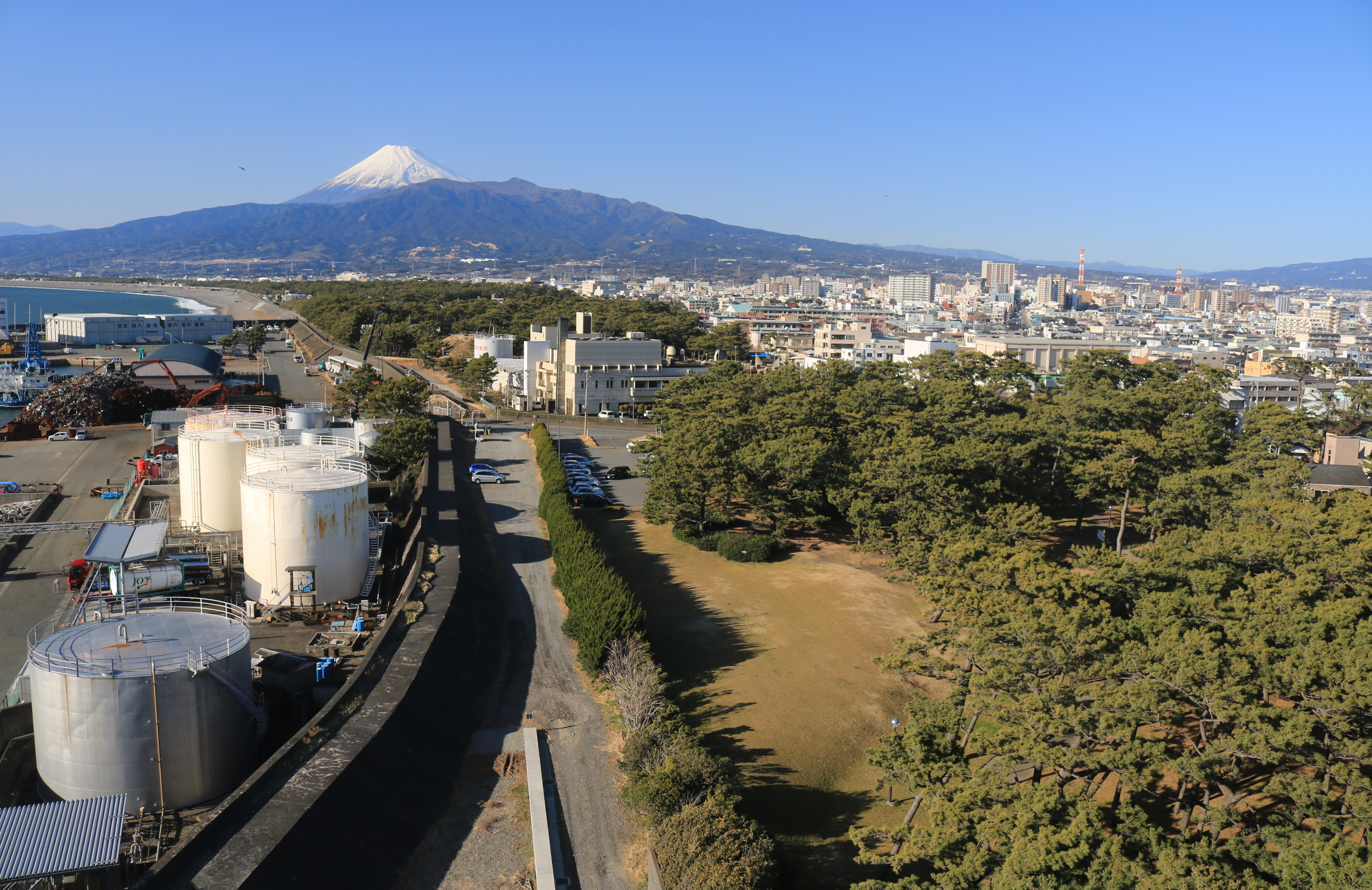
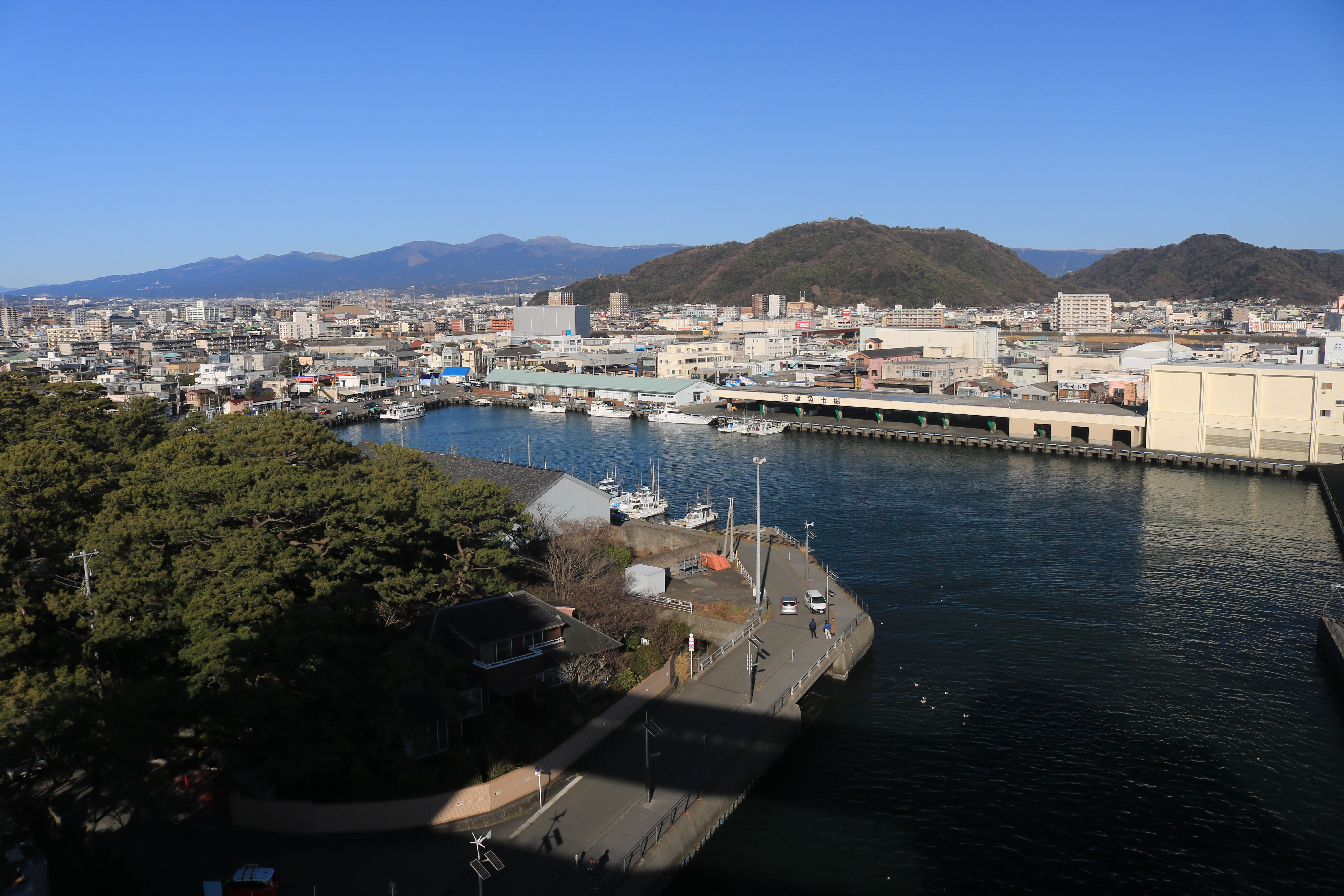
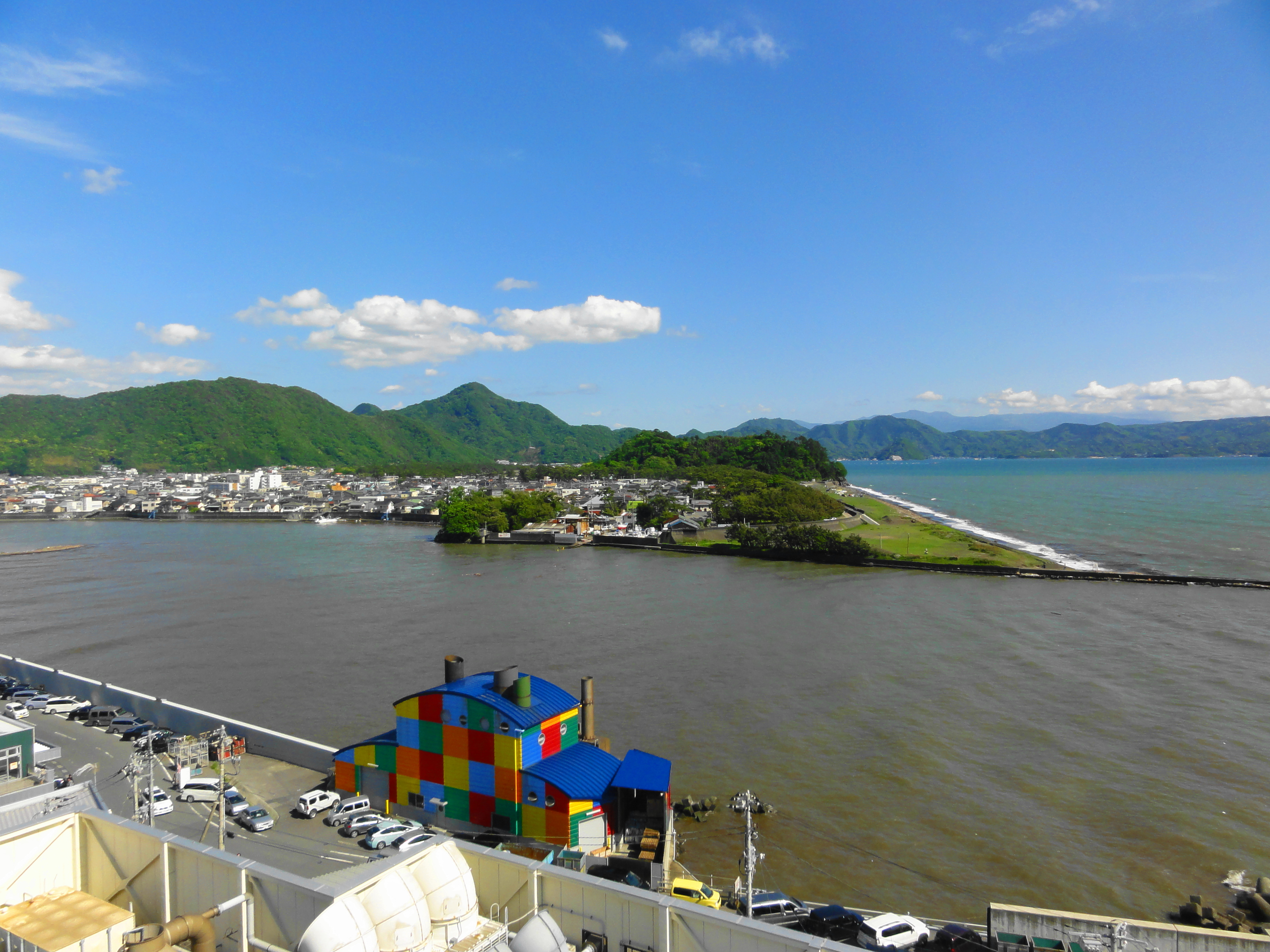

## 附註
1. 1 2 3  . 沼津市観光WEB. 2011-09-26  [2011-11-19]. （原始内容存档于2012-01-01） （日语）.
2. 1 2  . 靜岡縣政府. 2010-03-26  [2011-11-19]. （原始内容存档于2013-05-07） （日语）.
3. 1 2 3   (PDF). 沼津土木事務所. 2016-04-07  [2019-08-04]. （原始内容存档 (PDF)于2017-09-27） （日语）.

## 外部連結
- 沼津港大型展望水門（沼津市政府）
  - 導覽手冊
- 水門入內參訪申請 （页面存档备份，存于）（沼津工程事務所） 
  - 建築詳細資訊 （页面存档备份，存于）